# Massif d'Arangio
Le massif d'Arangio est situé dans la province de l'Alava, dans les Montagnes basques.

## Sommets
- Oriol, 1 129 m 43° 03′ 25″ nord, 2° 36′ 04″ ouest
- Oriol Mendebalde, 1 119 m 43° 03′ 23″ nord, 2° 36′ 09″ ouest
- Santikurutz, 1 111 m 43° 03′ 07″ nord, 2° 36′ 04″ ouest
- Iruatxeta, 1 057 m 43° 04′ 37″ nord, 2° 35′ 27″ ouest
- Ipizte, 1 053 m 43° 04′ 40″ nord, 2° 35′ 22″ ouest
- Gantzagako Atxa, 989 m 43° 04′ 20″ nord, 2° 35′ 41″ ouest
- Allunpeko atxa, 906 m 43° 04′ 14″ nord, 2° 35′ 42″ ouest